# Église Saint-Jean de Marfontaine
L'église Saint-Jean de Marfontaine est une église située à Marfontaine, en France.

## Localisation
L'église est située sur la commune de Marfontaine, dans le département de l'Aisne.

## Historique

### Galerie

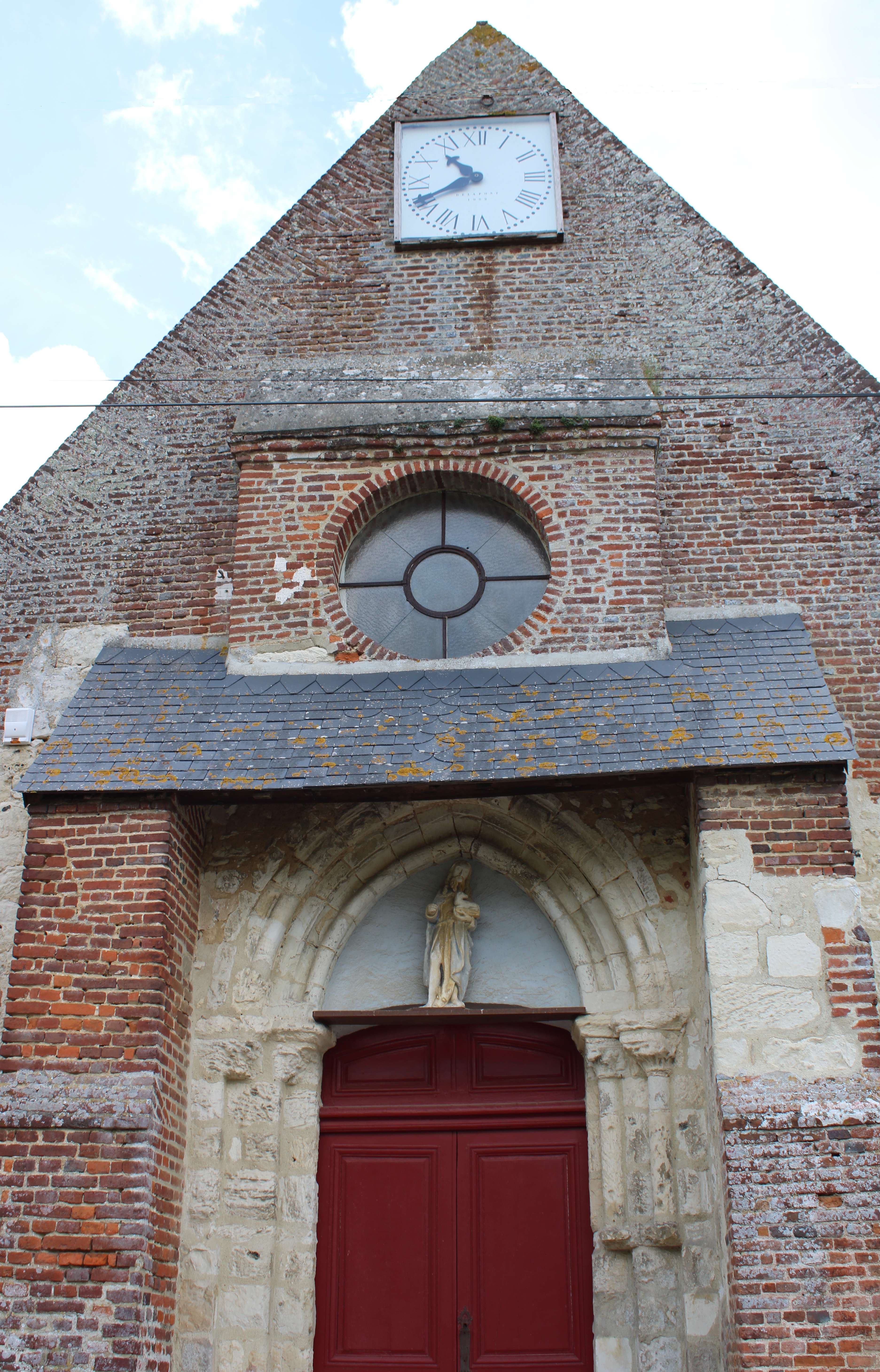
Façade de l'église.
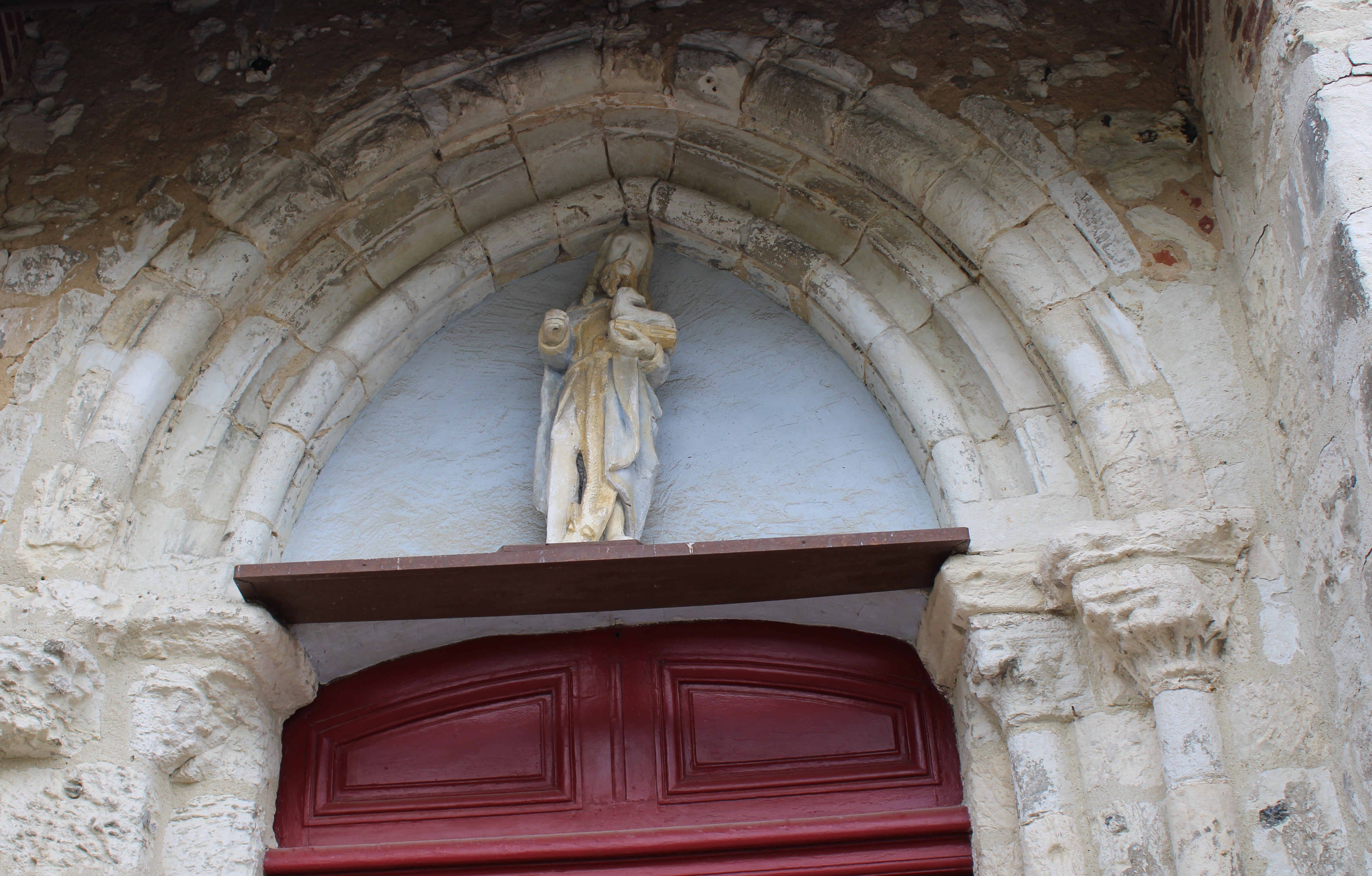
Détail du proche gothique et de la statue.
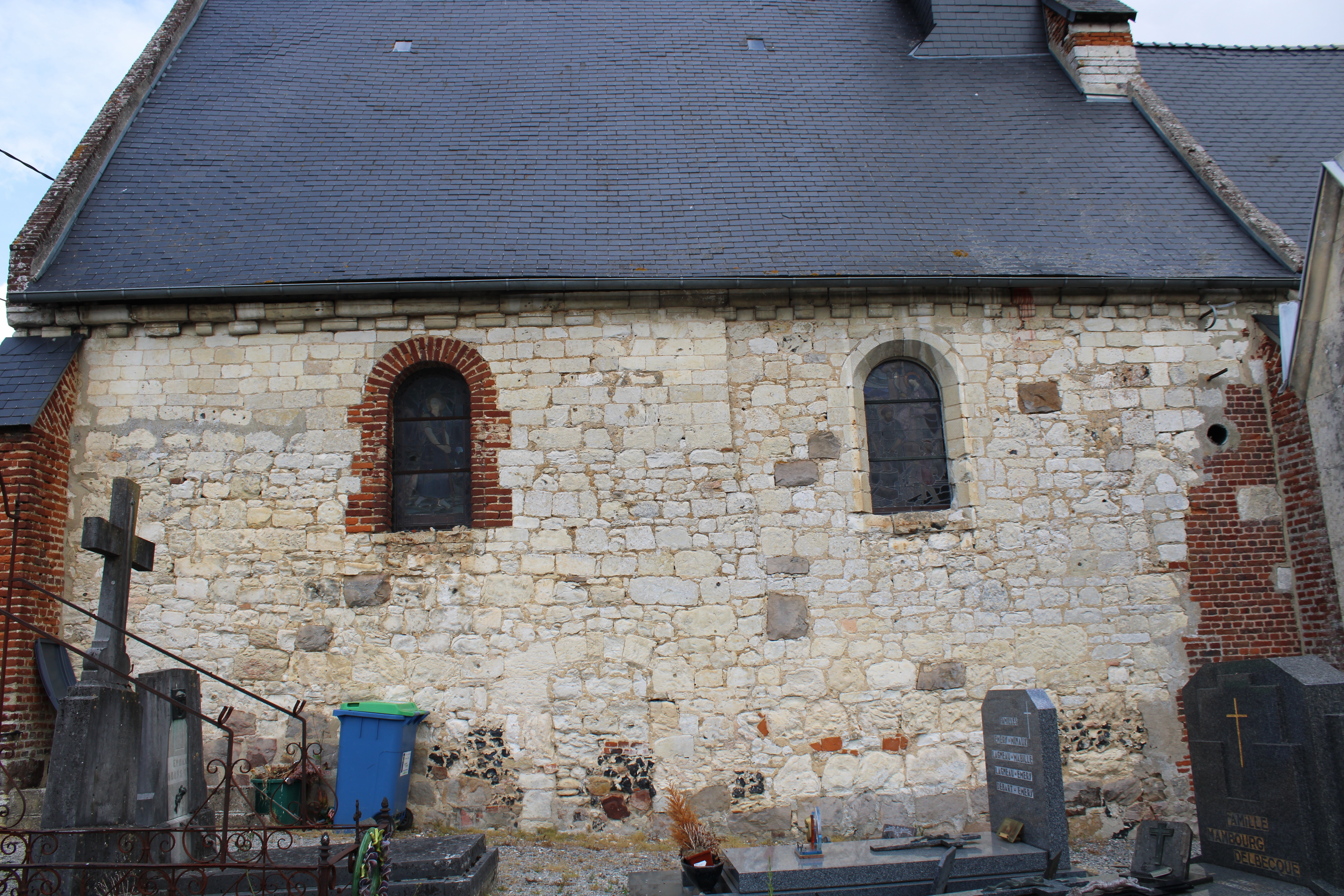
Mur de la nef en pierre calcaire.
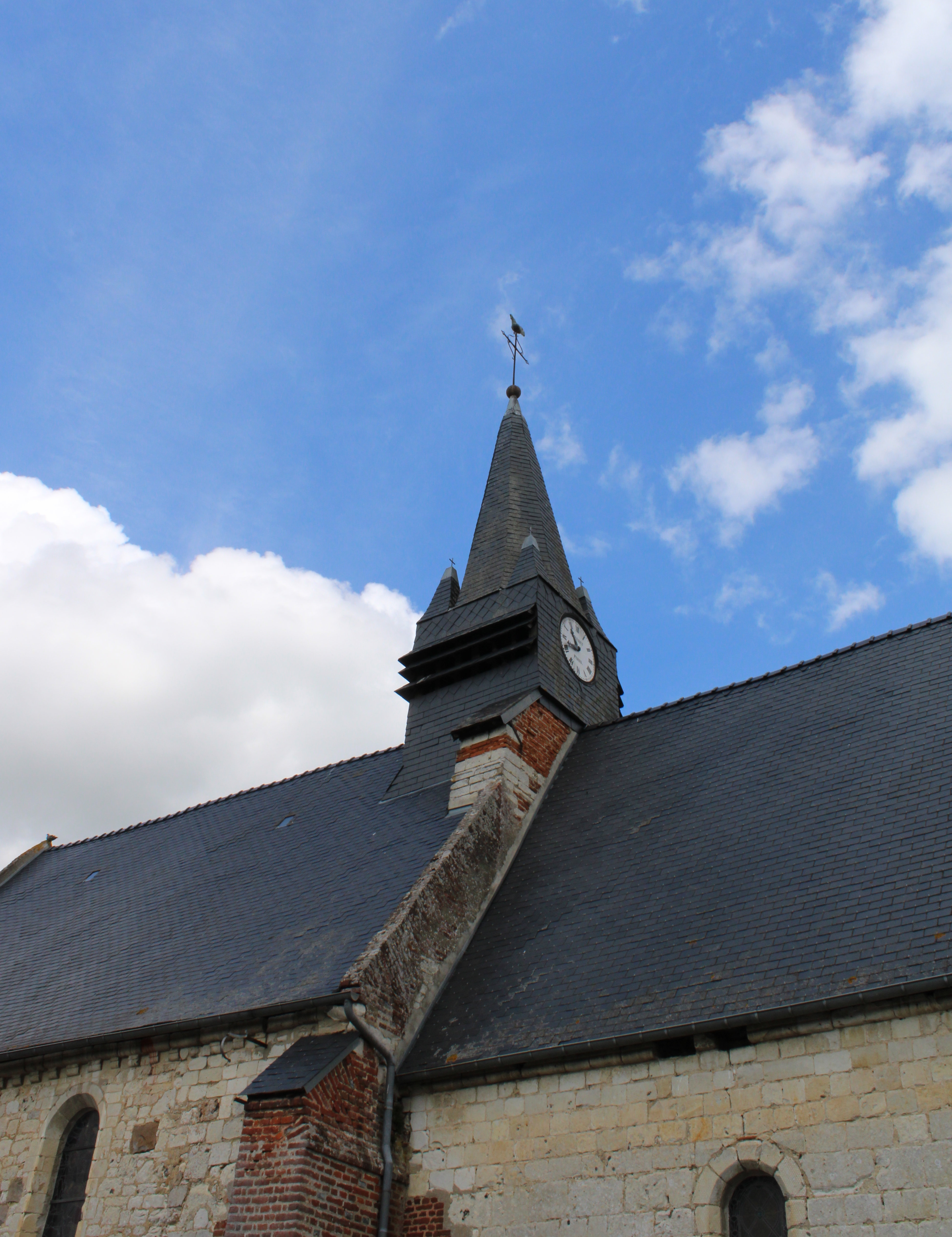
Le clocher au centre de l'église.
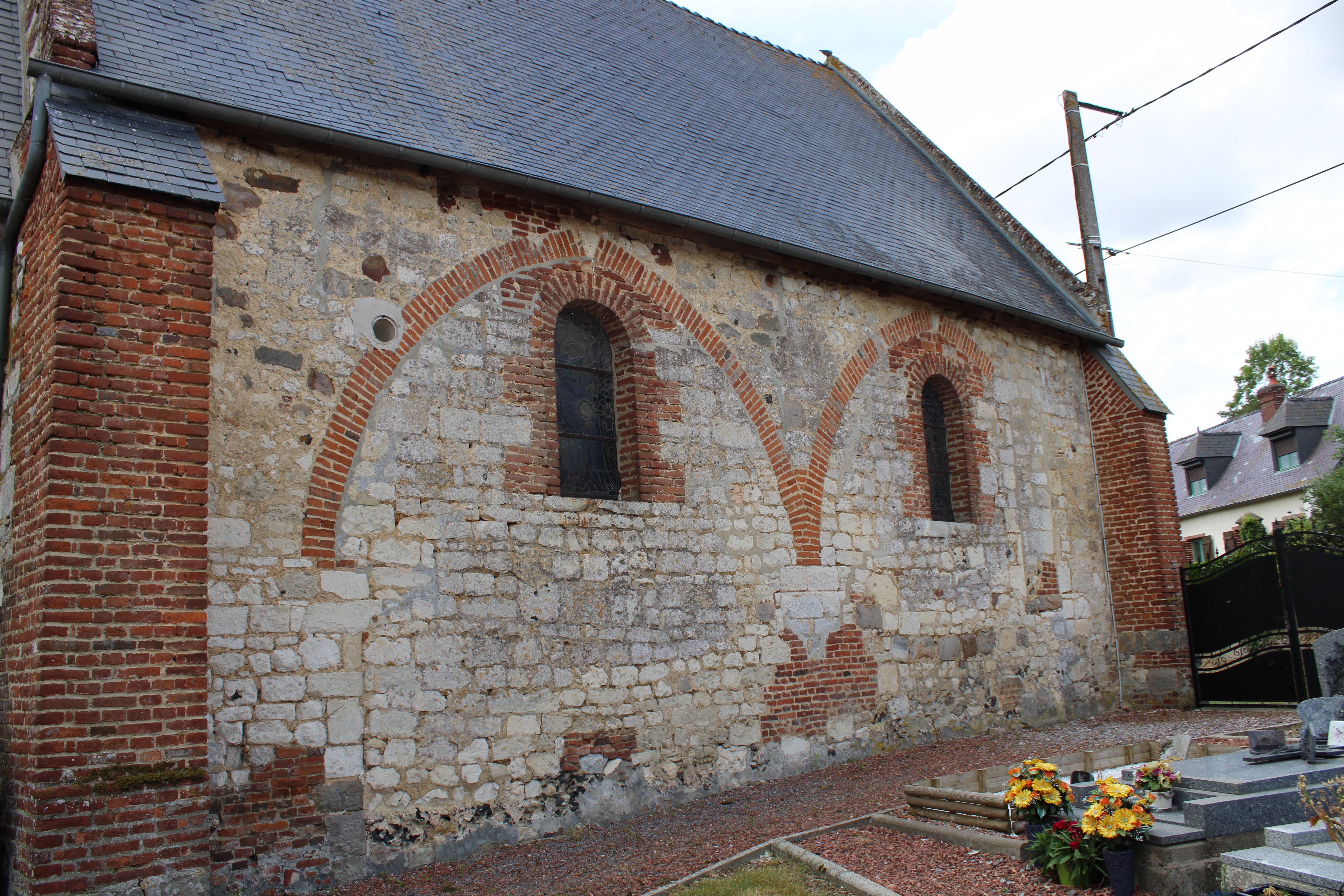
Le mur du chœur et ses nombreuses marques de remaniements.